# 12 Play
12 Play – druga płyta wydana przez piosenkarza R&B R. Kelly’ego. Wydana pod koniec 1993. Album wzbudził kontrowersje, szczególnie piosenką Bump'n'Grind dotyczącą stosunku seksualnego.
Album jest jednocześnie pierwszą częścią tetralogii, przed TP2.com i TP-3: Reloaded. Zwieńczeniem serii ma być płyta 12 Play: Fourth Quarter planowana na rok 2008.

## Lista utworów
1. „Your Body's Calling”
2. „Bump N' Grind”
3. „Homie Lover Friend”
4. „Seems Like You're Ready”
5. „Freak Dat Body”
6. „I Like The Crotch On You”
7. „Summer Bunnies” (featuring Aaliyah)
8. „For You”
9. „Back To the Hood Of Things”
10. „Sadie”
11. „Sex Me, Pts. 1 & 2”
12. „12 Play.”